# Richard Neal

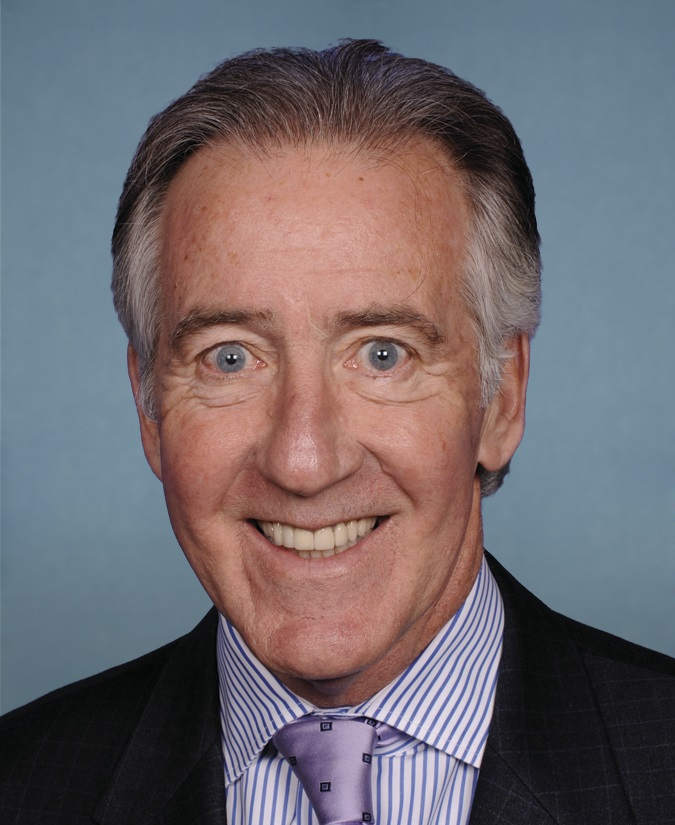

Richard Edmund Neal (14 februari 1949) is een Amerikaanse politicus die sinds 1989 de Amerikaanse vertegenwoordiger is voor het 1e congresdistrict van Massachusetts. Het district, genummerd als het 2e district van 1989 tot 2013, omvat Springfield, West Springfield, Pittsfield, Holyoke, Agawam, Chicopee en Westfield, en is veel landelijker dan de rest van de staat. Neal, lid van de Democratische Partij, is sinds 2013 de decaan van de delegatie van Massachusetts naar het Huis van Afgevaardigden van de Verenigde Staten en hij is ook de decaan van de delegaties van het New England House.